# نيستور كالديرون
نيستور كالديرون (بالإسبانية: Néstor Calderón)‏ (14 فبراير 1989 في المكسيك - ) هو لاعب كرة قدم إسباني في مركز الوسط. شارك مع منتخب المكسيك تحت 20 سنة لكرة القدم ومنتخب المكسيك تحت 23 سنة لكرة القدم ومنتخب المكسيك لكرة القدم. أما مع النوادي، فقد لعب مع سانتوس لاغونا ونادي باتشوكا ونادي تولوكا وDeportivo Toluca F.C. Reserves and Academy ‏.

## وصلات خارجية
- نيستور كالديرون على موقع الاتحاد الدولي (مؤرشف)  (الإنجليزية)
- نيستور كالديرون على موقع قاعدة بيانات كرة القدم.إي يو (الإنجليزية)
- نيستور كالديرون على موقع ناشيونال فوتبول تيمز (الإنجليزية)
- نيستور كالديرون على موقع Soccerway.com (الإنجليزية)
- نيستور كالديرون على موقع AS.com (الإسبانية)